# Eveline du Bois-Reymond Marcus
Eveline du Bois-Reymond Marcus est une zoologiste et illustratrice naturaliste allemande, née le 6 octobre 1901 à Berlin et morte à São Paulo le 31 janvier 1990. Émigrant d'Allemagne peu avant la Seconde Guerre mondiale, elle effectue la majeure partie de sa carrière au Brésil.

## Biographie et carrière

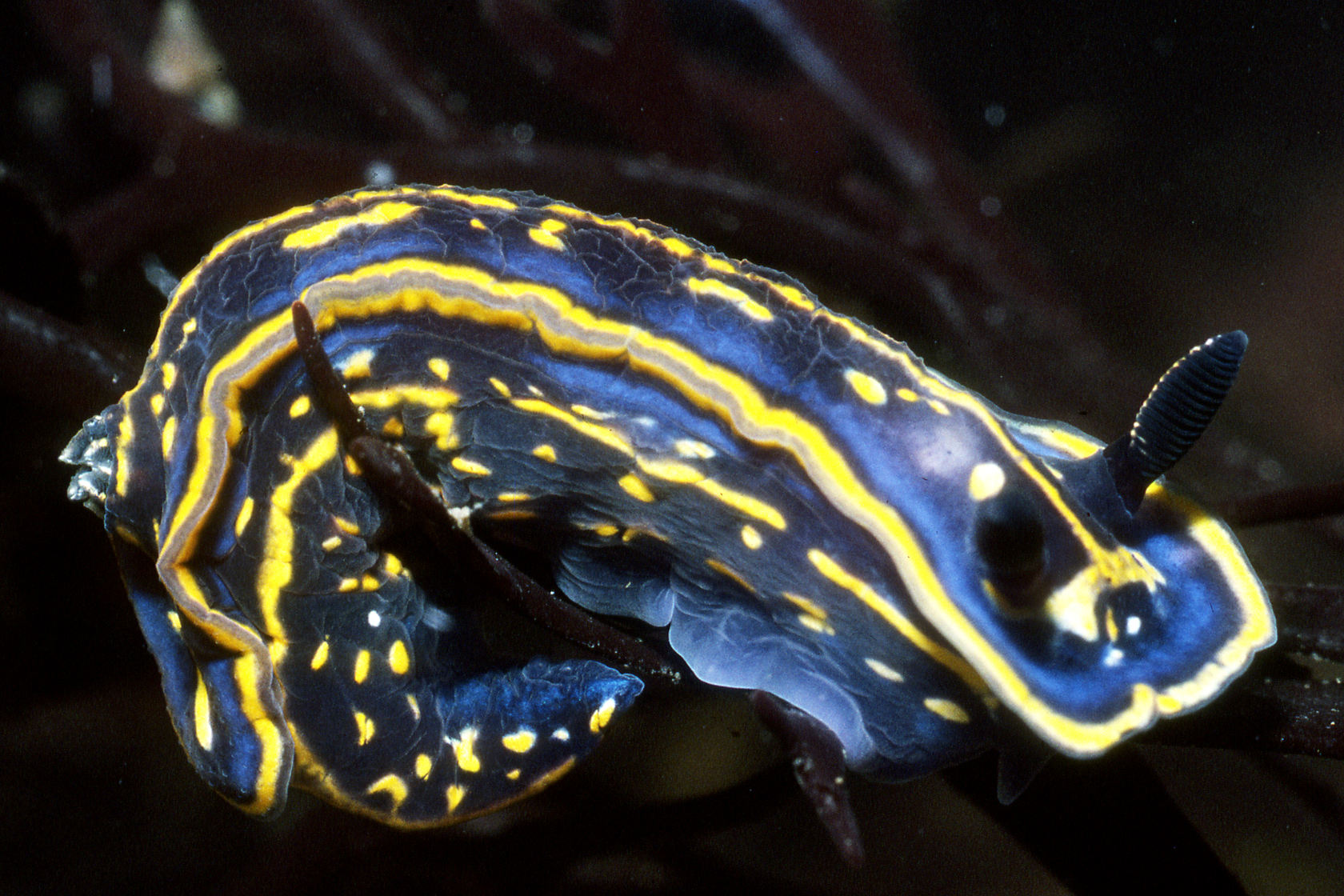
Le genre Felimare est décrit par Ernst et Eveline Marcus. Ici Felimare cantabrica.

Eveline du Bois-Reymond est la plus jeune fille de Rene et Frieda du Bois-Reymond, et la petite-fille du physiologiste Emil du Bois-Reymond. Le père d'Eveline est également professeur de physiologie à l'université Frédéric-Guillaume de Berlin. Son intérêt pour la zoologie se développe tôt quand elle observe de petits animaux à travers la lunette du microscope de son père,.
Elle suit des cours de zoologie à l'Université de Berlin entre 1923 et 1924 mais n'en sort pas diplômée puisque le mariage avec son professeur, Ernst Marcus, interrompt ses études. Le couple débute alors une collaboration scientifique dans différents champs de la zoologie parmi lesquels l'étude de plusieurs groupes d'invertébrés : les protozoaires, les cténophores, les annélides, les plathelminthes, les némertes, les tardigrades, les ectoproctes, les onychophores, les gastéropodes ou encore les pycnogonides. Eveline n'est pas citée comme auteure dans les premiers travaux afin de rendre raison de la position de son mari qui est toujours professeur à plein temps ; elle refuse également tout travail rémunéré. C'est à cette période qu'elle effectue ses premières illustrations naturalistes, cette activité se poursuit tout au long de la collaboration avec son mari,. Par la suite, ils sont tous deux cités en auteurs pour un grand nombre d'espèces qu'ils décrivent.
En 1936, la montée du nazisme en Allemagne contraint le couple à s'exiler puisque Ernst est d'origine juive. Ils partent s'installer à São Paulo, au Brésil, où un emploi attend Ernst à l'université. À cause de leur nationalité, Eveline et Ernst ne peuvent retourner en Europe pendant la Seconde Guerre mondiale : ils emploient ces années à l'étude des invertébrés d'eau douce et terrestres, notamment les turbellariés. 
Eveline du Bois-Reymond Marcus poursuit ses recherches après la mort de son mari survenue en 1968 : elle publie en 1970 le manuscrit qu'il n'avait pas achevé. Elle publie une trentaine d'articles en allemand, en portugais et en anglais portant principalement sur les mollusques opistobranches. Elle est élue membre honoraire de la Société brésilienne de malacologie en 1973, puis de la Société londonienne de malacologie en 1979. Elle est faite doctoresse honoris causa de l'Université de São Paulo en 1976 et de celle de Marseille en 1988. 
Eveline du Bois-Reymond Marcus meurt à São Paulo, à l'âge de 88 ans. Elle est enterrée au cimetière da Paz. La même année, T. M. Gosliner et A. M. Kuzirian choisissent l'épithète spécifique de l'espèce Flabellina marcusorum en hommage aux deux époux. Un an auparavant, Flabellina evelinae avait déjà été nommée en hommage à la zoologiste.